# Seznam najboljših smučarskih skakalcev vseh časov
Seznam najboljših smučarskih skakalcev in skakalk vseh časov v smučarskih skokih in poletih. Všteti so samo posamične rezultati, ne pa tudi ekipne tekme.
Točkovano je kot kombinacija vseh najboljših rezultatov na največjih tekmovanjih: veliki kristalni globus; medalje in vsi top 10 rezultati iz Olimpijskih iger, nordijskega svetovnega prvenstva in Svetovnega prvenstva v poletih; skupna zmaga na Novoletni turneji; mali kristalni globus v smučarskih poletih; zmage, stopničke in preostali rezultati do desetega mesta v svetovnem pokalu; svetovni rekordi. Ker tekmovanja, pravila in točkovanje v svetovnem pokalu potekajo enako kot v alpskem smučanju je super lestvica najboljših vseh časov povzeta oziroma prekopirana iz strani ski-database. Edino kar je, da so za skoke dodane rubrike oziroma točka za: Novoletna turnejo, svetovne rekorde in svetovna prvenstva v poletih. (posodbljeno: 29. januar 2020)

## Super lestvica

### Sistem točkovanja
|                                       | Zlato            | Srebro | Bron   | 4.–10. |
| ------------------------------------- | ---------------- | ------ | ------ | ------ |
| Olimpijske igre (1924–1980)           | 7                | 2.8    | 1.4    | 0.25   |
| Olimpijske igre (1984–danes)          | 15               | 6      | 3      | 0.5    |
|                                       |                  |        |        |        |
| SP v nordijskem smučanju (1931–1980)  | 4                | 1.15   | 0.75   | 0.1    |
| SP v nordijskem smučanju (1982–danes) | 8                | 3      | 1.5    | 0.2    |
|                                       |                  |        |        |        |
| SP v poletih                          | 6                | 2      | 1      | 0.1    |
|                                       |                  |        |        |        |
|                                       | Zmaga            | Drugi  | Tretji | 4.–10. |
| Svetovni pokal                        | 1                | 0.3    | 0.2    | 0.1    |
|                                       |                  |        |        |        |
|                                       | Kristalni globus |        |        |        |
| Svetovni pokal skupno (veliki)        | 15               | 15     | 15     | 15     |
| Svetovni pokal v poletih (mali)       | 5                | 5      | 5      | 5      |
|                                       |                  |        |        |        |
|                                       | Ostalo           |        |        |        |
| Novoletna turneja skupno (GS)         | 15               | 15     | 15     | 15     |
| Novoletna turneja skupno              | 10               | 10     | 10     | 10     |
| Raw Air skupno                        | 7                | 7      | 7      | 7      |
| Svetovni rekord                       | 3                | 3      | 3      | 3      |

## Najboljše ženske skakalke vseh časov
| 1             | Sara Takanaši           | Japonska                                                    | —                                                            | 1                                                            | —                                                            | 4                                                            | 4                                                            | —                                                            | 61                                                           | 110                                                          | 159                                                          | 132.80                                                       |                                                              |                                                              |                                                              |                                                              |
| 2             | Daniela Iraschko-Stolz  | Avstrija                                                    | —                                                            | 1                                                            | 1                                                            | 3                                                            | 1                                                            | 2                                                            | 16                                                           | 53                                                           | 118                                                          | 62.30                                                        |                                                              |                                                              |                                                              |                                                              |
| 3             | Maren Lundby            | Norveška                                                    | 1                                                            | 1                                                            | 2                                                            | 3                                                            | 1                                                            | —                                                            | 30                                                           | 62                                                           | 106                                                          | 47.70                                                        |                                                              |                                                              |                                                              |                                                              |
| 4             | Sarah Hendrickson       | Združene države Amerike                                     | —                                                            | —                                                            | 1                                                            | 1                                                            | 1                                                            | —                                                            | 13                                                           | 25                                                           | 39                                                           | 41.00                                                        |                                                              |                                                              |                                                              |                                                              |
|               | Marita Kramer           | Avstrija                                                    | —                                                            | —                                                            | —                                                            | —                                                            | —                                                            | —                                                            | 13                                                           | 18                                                           | 28                                                           | .                                                            |                                                              |                                                              |                                                              |                                                              |
|               | Nika Križnar            | Slovenija                                                   | —                                                            | —                                                            | —                                                            | 1                                                            | —                                                            | —                                                            | 3                                                            | 14                                                           | 55                                                           | .                                                            |                                                              |                                                              |                                                              |                                                              |
|               | Ema Klinec              | Slovenija                                                   | —                                                            | —                                                            | 1                                                            | 1                                                            | —                                                            | —                                                            | 1                                                            | 14                                                           | 63                                                           | .                                                            |                                                              |                                                              |                                                              |                                                              |
| 5             | Carina Vogt             | Nemčija                                                     | 1                                                            | 1                                                            | 2                                                            | 2                                                            | —                                                            | —                                                            | 2                                                            | 22                                                           | 79                                                           | 34.90                                                        |                                                              |                                                              |                                                              |                                                              |
| 6             | Eva Ganster             | Avstrija                                                    | —                                                            | —                                                            | —                                                            | —                                                            | —                                                            | 9                                                            | —                                                            | —                                                            | —                                                            | 27.00                                                        |                                                              |                                                              |                                                              |                                                              |
| 7             | Juki Ito                | Japonska                                                    | —                                                            | —                                                            | —                                                            | 2                                                            | —                                                            | —                                                            | 5                                                            | 21                                                           | 70                                                           | 20.50                                                        |                                                              |                                                              |                                                              |                                                              |
| 8             | Katharina Althaus       | Nemčija                                                     | —                                                            | 1                                                            | —                                                            | —                                                            | —                                                            | —                                                            | 4                                                            | 14                                                           | 48                                                           | 16.20                                                        |                                                              |                                                              |                                                              |                                                              |
| 9             | Anita Wold              | Norveška                                                    | —                                                            | —                                                            | —                                                            | —                                                            | —                                                            | 5                                                            | —                                                            | —                                                            | —                                                            | 15.00                                                        |                                                              |                                                              |                                                              |                                                              |
| 10            | Johanne Kolstad         | Norveška                                                    | —                                                            | —                                                            | —                                                            | —                                                            | —                                                            | 4                                                            | —                                                            | —                                                            | —                                                            | 12.00                                                        |                                                              |                                                              |                                                              |                                                              |
| 11            | Hilda Stang             | Norveška                                                    | —                                                            | —                                                            | —                                                            | —                                                            | —                                                            | 3                                                            | —                                                            | —                                                            | —                                                            | 9.00                                                         |                                                              |                                                              |                                                              |                                                              |
|               |                         |                                                             |                                                              |                                                              |                                                              |                                                              |                                                              |                                                              |                                                              |                                                              |                                                              |                                                              |                                                              |                                                              |                                                              |                                                              |
|               | Ingrid Olsdatter Vestby | Norveška                                                    | leta 1863 je naredila prvi ženski smučarski skok v zgodovini | leta 1863 je naredila prvi ženski smučarski skok v zgodovini | leta 1863 je naredila prvi ženski smučarski skok v zgodovini | leta 1863 je naredila prvi ženski smučarski skok v zgodovini | leta 1863 je naredila prvi ženski smučarski skok v zgodovini | leta 1863 je naredila prvi ženski smučarski skok v zgodovini | leta 1863 je naredila prvi ženski smučarski skok v zgodovini | leta 1863 je naredila prvi ženski smučarski skok v zgodovini | leta 1863 je naredila prvi ženski smučarski skok v zgodovini | leta 1863 je naredila prvi ženski smučarski skok v zgodovini | leta 1863 je naredila prvi ženski smučarski skok v zgodovini | leta 1863 je naredila prvi ženski smučarski skok v zgodovini | leta 1863 je naredila prvi ženski smučarski skok v zgodovini | leta 1863 je naredila prvi ženski smučarski skok v zgodovini |
| Tiina Lehtola | Finska                  | leta 1981 je kot prva ženska v zgodovini preleta 100 metrov | leta 1981 je kot prva ženska v zgodovini preleta 100 metrov  | leta 1981 je kot prva ženska v zgodovini preleta 100 metrov  | leta 1981 je kot prva ženska v zgodovini preleta 100 metrov  | leta 1981 je kot prva ženska v zgodovini preleta 100 metrov  | leta 1981 je kot prva ženska v zgodovini preleta 100 metrov  | leta 1981 je kot prva ženska v zgodovini preleta 100 metrov  | leta 1981 je kot prva ženska v zgodovini preleta 100 metrov  | leta 1981 je kot prva ženska v zgodovini preleta 100 metrov  | leta 1981 je kot prva ženska v zgodovini preleta 100 metrov  | leta 1981 je kot prva ženska v zgodovini preleta 100 metrov  | leta 1981 je kot prva ženska v zgodovini preleta 100 metrov  | leta 1981 je kot prva ženska v zgodovini preleta 100 metrov  | leta 1981 je kot prva ženska v zgodovini preleta 100 metrov  |                                                              |

## Najboljši moški skakalci vseh časov
| Uvr.                 |                        | Država | Olimpijske igre | Olimpijske igre | Nordijsko SP | Nordijsko SP | SP v poletih | SP v poletih | Kristalni globus | Kristalni globus | Novolet. turneja | Raw Air | Svetovni rekord | Svetovni pokal | Svetovni pokal | Svetovni pokal | Točke  |
| Uvr.                 | Zlato                  | Država | Medalje | Zlato | Medalje | Zlato | Medalje | Veliki | Mali | Zmage | Novolet. turneja | Raw Air | Svetovni rekord | Stopničke | Top10 | | Točke  |
| -------------------- | ---------------------- | --- | --- | --- | --- | --- | --- | --- | --- | --- | --- | --- | --- | --- | --- | --- | ------ |
| 1                    | Matti Nykänen          | Finska | 3 | 4 | 1 | 4 | 1 | 5 | 4 | — | 2 | — | 5 | 46 | 76 | 114 | 229.40 |
| 2                    | Kamil Stoch            | Poljska | 3 | 3 | 1 | 2 | — | 1 | 2 | — | 3 | 2 | — | 39 | 80 | 185 | 199.30 |
| 3                    | Adam Małysz            | Poljska | — | 4 | 4 | 6 | — | — | 4 | — | 1 | — | 1 | 39 | 92 | 198 | 194.70 |
| 4                    | Janne Ahonen           | Finska | — | — | 2 | 4 | — | 4 | 2 | — | 5 | — | — | 36 | 108 | 248 | 178.40 |
| 5                    | Jens Weißflog          | Vzhodna Nemčija · Nemčija | 2 | 3 | 2 | 5 | — | 2 | 1 | — | 4 | — | — | 33 | 73 | 126 | 171.70 |
| 6                    | Gregor Schlierenzauer  | Avstrija | — | 2 | 1 | 4 | 1 | 2 | 2 | 3 | 2 | — | — | 53 | 88 | 164 | 167.10 |
| 7                    | Simon Ammann           | Švica | 4 | 4 | 1 | 4 | 1 | 1 | 1 | — | — | — | — | 23 | 80 | 180 | 143.50 |
| 8                    | Andreas Goldberger     | Avstrija | — | 1 | — | 4 | 1 | 2 | 3 | 2 | 2 | — | 1 | 20 | 63 | 153 | 137.30 |
| 9                    | Stefan Kraft           | Avstrija | — | — | 3 | 5 | — | 1 | 2 | 2 | 1 | 1 | 1 | 22 | 75 | 148 | 131.70 |
| 10                   | Thomas Morgenstern     | Avstrija | 1 | 1 | 1 | 3 | — | 2 | 2 | — | 1 | — | — | 23 | 76 | 172 | 118.30 |
| 11                   | Martin Schmitt         | Nemčija | — | — | 2 | 4 | — | 1 | 2 | 2 | — | — | 1 | 28 | 52 | 110 | 109.00 |
| 12                   | Peter Prevc            | Slovenija | — | 2 | — | 2 | 1 | 2 | 1 | 3 | 1 | — | 1 | 23 | 55 | 131 | 102.30 |
| 13                   | Ryoyu Kobayashi        | Japonska | 1 | 1 | — | — | — | — | 1 | 1 | 2 | 1 | — | 26 | 43 | 78 | 100.80 |
| 14                   | Sven Hannawald         | Nemčija | — | 1 | — | 1 | 2 | 3 | — | 2 | 1 | — | — | 18 | 40 | 93 | 78.00  |
| 15                   | Armin Kogler           | Avstrija | — | — | 1 | 2 | 1 | 2 | 2 | — | — | — | 2 | 13 | 37 | 73 | 76.95  |
| 16                   | Espen Bredesen         | Norveška | 1 | 1 | 1 | 1 | — | 1 | 1 | — | 1 | — | 2 | 8 | 21 | 52 | 76.70  |
| 17                   | Andreas Felder         | Avstrija | — | — | 1 | 3 | 1 | 1 | 1 | — | — | — | 1 | 25 | 51 | 99 | 75.90  |
| 18                   | Kazuyoshi Funaki       | Japonska | 1 | 2 | 1 | 1 | 1 | 1 | — | — | 1 | — | — | 15 | 38 | 95 | 73.40  |
| 19                   | Severin Freund         | Nemčija | — | — | 1 | 2 | 1 | 1 | 1 | — | — | — | — | 22 | 53 | 124 | 70.10  |
| 20                   | Primož Peterka         | Slovenija | — | — | — | — | — | — | 2 | 1 | 1 | — | — | 15 | 32 | 62 | 69.00  |
| 21                   | Noriaki Kasai          | Japonska | — | 1 | — | 2 | 1 | 1 | — | — | — | — | — | 17 | 63 | 213 | 60.80  |
| 22                   | Toni Nieminen          | Finska | 1 | 2 | — | — | — | — | 1 | — | 1 | — | 1 | 9 | 12 | 27 | 57.50  |
| 23                   | Matti Hautamäki        | Finska | — | 2 | — | 1 | — | 1 | — | — | — | — | 4 | 16 | 38 | 122 | 56.70  |
| 24                   | Andreas Widhölzl       | Avstrija | — | 1 | — | — | — | 2 | — | — | 1 | — | — | 18 | 49 | 142 | 53.30  |
|                      |                        | | | | | | | | | | | | | | | |        |
|                      | Bjørn Wirkola          | Norveška | — | — | 2 | 2 | N/A | N/A | N/A | N/A | 3 | — | 4 | N/A | N/A | N/A | 50.25  |
| Toni Innauer         | Avstrija               | 1 | 2 | — | — | — | 1 | — | N/A | 2 | — | 2 | 2 | 3 | 6 | 40.80 |        |
| Birger Ruud          | Norveška               | 2 | 3 | 5 | 7 | N/A | N/A | N/A | N/A | — | — | 2 | N/A | N/A | N/A | 35.95 |        |
| Jiří Raška           | Češkoslovaška          | 1 | 2 | 1 | 3 | 1 | 1 | N/A | N/A | 1 | — | 2 | N/A | N/A | N/A | 28.75 |        |
| Walter Steiner       | Švica                  | — | 1 | 1 | 3 | N/A | N/A | N/A | N/A | — | — | 1 | N/A | N/A | N/A | 20.70 |        |
| Sepp Bradl           | Tretji rajh · Avstrija | — | — | 1 | 1 | N/A | N/A | N/A | N/A | 1 | — | 2 | N/A | N/A | N/A | 20.20 |        |
| Sigmund Ruud (Kong.) | Norveška               | — | 1 | 1 | 2 | N/A | N/A | N/A | N/A | — | — | 3 | N/A | N/A | N/A | 16.90 |        |
|                      |                        | | | | | | | | | | | | | | | |        |
| P I O N I R J I      |                        | | | | | | | | | | | | | | | |        |
| Olaf Rye             | Norveška · Danska      | z 9,5 metra je 22. novembra 1808 pri cerkvi Eidsberg na Norveškem naredil prvi smučarski skok v zgodovini                                                | z 9,5 metra je 22. novembra 1808 pri cerkvi Eidsberg na Norveškem naredil prvi smučarski skok v zgodovini                                                | z 9,5 metra je 22. novembra 1808 pri cerkvi Eidsberg na Norveškem naredil prvi smučarski skok v zgodovini                                                | z 9,5 metra je 22. novembra 1808 pri cerkvi Eidsberg na Norveškem naredil prvi smučarski skok v zgodovini                                                | z 9,5 metra je 22. novembra 1808 pri cerkvi Eidsberg na Norveškem naredil prvi smučarski skok v zgodovini                                                | z 9,5 metra je 22. novembra 1808 pri cerkvi Eidsberg na Norveškem naredil prvi smučarski skok v zgodovini                                                | z 9,5 metra je 22. novembra 1808 pri cerkvi Eidsberg na Norveškem naredil prvi smučarski skok v zgodovini                                                | z 9,5 metra je 22. novembra 1808 pri cerkvi Eidsberg na Norveškem naredil prvi smučarski skok v zgodovini                                                | z 9,5 metra je 22. novembra 1808 pri cerkvi Eidsberg na Norveškem naredil prvi smučarski skok v zgodovini                                                | z 9,5 metra je 22. novembra 1808 pri cerkvi Eidsberg na Norveškem naredil prvi smučarski skok v zgodovini                                                | z 9,5 metra je 22. novembra 1808 pri cerkvi Eidsberg na Norveškem naredil prvi smučarski skok v zgodovini                                                | z 9,5 metra je 22. novembra 1808 pri cerkvi Eidsberg na Norveškem naredil prvi smučarski skok v zgodovini                                                | z 9,5 metra je 22. novembra 1808 pri cerkvi Eidsberg na Norveškem naredil prvi smučarski skok v zgodovini                                                | z 9,5 metra je 22. novembra 1808 pri cerkvi Eidsberg na Norveškem naredil prvi smučarski skok v zgodovini                                                | z 9,5 metra je 22. novembra 1808 pri cerkvi Eidsberg na Norveškem naredil prvi smučarski skok v zgodovini                                                |        |
| Sondre Norheim       | Norveška               | znan kot izumitelj telemark tehnike, ki je z 19,5 metra postavil svetovni rekord na prvi uradni skakalni tekmi leta 1868                                 | znan kot izumitelj telemark tehnike, ki je z 19,5 metra postavil svetovni rekord na prvi uradni skakalni tekmi leta 1868                                 | znan kot izumitelj telemark tehnike, ki je z 19,5 metra postavil svetovni rekord na prvi uradni skakalni tekmi leta 1868                                 | znan kot izumitelj telemark tehnike, ki je z 19,5 metra postavil svetovni rekord na prvi uradni skakalni tekmi leta 1868                                 | znan kot izumitelj telemark tehnike, ki je z 19,5 metra postavil svetovni rekord na prvi uradni skakalni tekmi leta 1868                                 | znan kot izumitelj telemark tehnike, ki je z 19,5 metra postavil svetovni rekord na prvi uradni skakalni tekmi leta 1868                                 | znan kot izumitelj telemark tehnike, ki je z 19,5 metra postavil svetovni rekord na prvi uradni skakalni tekmi leta 1868                                 | znan kot izumitelj telemark tehnike, ki je z 19,5 metra postavil svetovni rekord na prvi uradni skakalni tekmi leta 1868                                 | znan kot izumitelj telemark tehnike, ki je z 19,5 metra postavil svetovni rekord na prvi uradni skakalni tekmi leta 1868                                 | znan kot izumitelj telemark tehnike, ki je z 19,5 metra postavil svetovni rekord na prvi uradni skakalni tekmi leta 1868                                 | znan kot izumitelj telemark tehnike, ki je z 19,5 metra postavil svetovni rekord na prvi uradni skakalni tekmi leta 1868                                 | znan kot izumitelj telemark tehnike, ki je z 19,5 metra postavil svetovni rekord na prvi uradni skakalni tekmi leta 1868                                 | znan kot izumitelj telemark tehnike, ki je z 19,5 metra postavil svetovni rekord na prvi uradni skakalni tekmi leta 1868                                 | znan kot izumitelj telemark tehnike, ki je z 19,5 metra postavil svetovni rekord na prvi uradni skakalni tekmi leta 1868                                 | znan kot izumitelj telemark tehnike, ki je z 19,5 metra postavil svetovni rekord na prvi uradni skakalni tekmi leta 1868                                 |        |
| Mirosław Graf        | Poljska                | leta 1969 je kot otrok izumil V-slog, a ga nihče ni resno jemal. Ko so njegovi skoki postali znatno daljši je ugotovil, da je ta tehnika zelo učinkovita | leta 1969 je kot otrok izumil V-slog, a ga nihče ni resno jemal. Ko so njegovi skoki postali znatno daljši je ugotovil, da je ta tehnika zelo učinkovita | leta 1969 je kot otrok izumil V-slog, a ga nihče ni resno jemal. Ko so njegovi skoki postali znatno daljši je ugotovil, da je ta tehnika zelo učinkovita | leta 1969 je kot otrok izumil V-slog, a ga nihče ni resno jemal. Ko so njegovi skoki postali znatno daljši je ugotovil, da je ta tehnika zelo učinkovita | leta 1969 je kot otrok izumil V-slog, a ga nihče ni resno jemal. Ko so njegovi skoki postali znatno daljši je ugotovil, da je ta tehnika zelo učinkovita | leta 1969 je kot otrok izumil V-slog, a ga nihče ni resno jemal. Ko so njegovi skoki postali znatno daljši je ugotovil, da je ta tehnika zelo učinkovita | leta 1969 je kot otrok izumil V-slog, a ga nihče ni resno jemal. Ko so njegovi skoki postali znatno daljši je ugotovil, da je ta tehnika zelo učinkovita | leta 1969 je kot otrok izumil V-slog, a ga nihče ni resno jemal. Ko so njegovi skoki postali znatno daljši je ugotovil, da je ta tehnika zelo učinkovita | leta 1969 je kot otrok izumil V-slog, a ga nihče ni resno jemal. Ko so njegovi skoki postali znatno daljši je ugotovil, da je ta tehnika zelo učinkovita | leta 1969 je kot otrok izumil V-slog, a ga nihče ni resno jemal. Ko so njegovi skoki postali znatno daljši je ugotovil, da je ta tehnika zelo učinkovita | leta 1969 je kot otrok izumil V-slog, a ga nihče ni resno jemal. Ko so njegovi skoki postali znatno daljši je ugotovil, da je ta tehnika zelo učinkovita | leta 1969 je kot otrok izumil V-slog, a ga nihče ni resno jemal. Ko so njegovi skoki postali znatno daljši je ugotovil, da je ta tehnika zelo učinkovita | leta 1969 je kot otrok izumil V-slog, a ga nihče ni resno jemal. Ko so njegovi skoki postali znatno daljši je ugotovil, da je ta tehnika zelo učinkovita | leta 1969 je kot otrok izumil V-slog, a ga nihče ni resno jemal. Ko so njegovi skoki postali znatno daljši je ugotovil, da je ta tehnika zelo učinkovita | leta 1969 je kot otrok izumil V-slog, a ga nihče ni resno jemal. Ko so njegovi skoki postali znatno daljši je ugotovil, da je ta tehnika zelo učinkovita |        |

- 8. januar 2022